# Bitwa pod Opsą
Bitwa pod Opsą miała miejsce 26 maja 1792 roku podczas wojny polsko-rosyjskiej 1792.
Bitwa stoczona została w rejonie miasta Opsa pomiędzy częścią rosyjskiego korpusu kniazia Dołgorukiego a pułkiem tatarskim armii Wielkiego Księstwa Litewskiego, którym dowodził Michał Kirkor.

## Sytuacja przed bitwą
Korpus rosyjski kniazia Dołgorukowa (9000 żołnierzy) przeprawił się przez Dźwinę 22 maja, przy czym większość oddziałów i tabor przeprawił się pod Dyneburgiem, podczas gdy reszta wojsk pod komendą generała Rautenfelda przekroczyła rzekę pod Krasławiem. Obie kolumny rosyjskiego korpusu ruszyły potem na Brasław.
Wkrótce po przejściu na drugi brzeg Dźwiny generał Rautenfeld wysłał na zwiad w kierunku Drui oddział Kozaków Dońskich. Oddział ten zdobył informację, że w miasteczku stacjonuje chorągiew tatarska rotmistrza Rejżewskiego. Wracając Kozacy rozbili podjazd wysłany z pułku tatarskiego Michała Kirkora, biorąc do niewoli dwóch ułanów. Po powrocie podjazdu Rautenfeld natychmiast posłał pod Druję oddział 160 żołnierzy, jednak Rejżewski dowiedziawszy się o zbliżających się Rosjanach wycofał się na Głębokie. W tej sytuacji Rautenfeld zrezygnował z pościgu i kontynuował marsz na Brasław, który zajął 26 maja.

## Bitwa
Znane są dwie relacje opisujące bitwę pod Opsą - jedna według Szymona Zabiełły, druga według Józefa Sułkowskiego.

### Opis bitwy według Szymona Zabiełły
Gdy Rautenfeld zajął Brasław, główna część korpusu Dołgorukowa maszerowała na Opsę. W straży przedniej wojsk rosyjskich szło 100 Kozaków dońskich dowodzonych przez kapitana Biełogorodcewa. Maszerujący w awangardzie sił Dołgorukowa Biełogorodcew wysłał siedmioosobowy zwiad, który natknął się na podobny zwiad pułku tatarskiego Michała Kirkora. Doszło do walki w okolicach Opsy, w których pułk Kirkora walczył z oddziałem kilkuset Kozaków dońskich pułkownika Kirejewa. Po kilku godzinach walki pułk litewski zmuszony został do odwrotu. Do niewoli dostał się rotmistrz Miłłaszewicz, a porucznik Achmatowicz został ciężko ranny. Szymon Zabiełło stwierdził, że w bitwie zginęło kilkudziesięciu Rosjan, ponadto posądził o zdradę jednego z Żydów, który miał podać fałszywe informacje o kawalerii rosyjskiej.

### Opis bitwy według Józefa Sułkowskiego
Stacjonujący w Opsie pułk tatarski Michała Kirkora obserwował ruchy wojsk rosyjskich. Generał Rautenfeld, chcąc unieszkodliwić wojska tatarskie już nocą 25 maja otoczył miasto. Kirkor chciał uniknąć rosyjskiej niewoli, rzucił więc swój pułk do desperackiego ataku, który pozwolił mu wyrwać się z okrążenia. Podczas walk obie strony straciły około 300 żołnierzy.